# Abel Iturralde (provins)

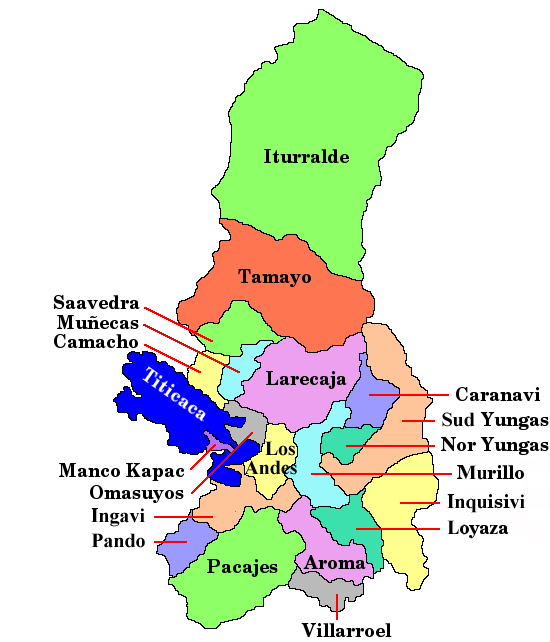
Provinser i La Paz

Abel Iturralde är en provins i departementet La Paz i Bolivia. Den administrativa huvudorten är Ixiamas.